# Giancarlo Serenelli
Giancarlo „Gato” Serenelli Pellechia (ur. 10 lipca 1981 roku w Caracas) – wenezuelski kierowca wyścigowy.

## Życiorys
Po startach w kartingu Serenelli jeździł w wenezuelskiej edycji Formuły Ford. Po zdobyciu tytułu w tejże serii w 2000 roku dołączył do Włoskiej Formuły Renault, gdzie jednak nie osiągnął żadnych sukcesów. W rezultacie powrócił do wenezuelskiej edycji Formuły Ford, gdzie zdobył tytuł w 2002 roku.
Kolejne sukcesy Wenezuelczyk odnosił w LATAM Challenge Series, gdzie zdobył mistrzostwo w 2008, 2010 i 2011 roku.
W 2012 roku Serenelli dzielił dwie posady: w zespole Ombra Racing w serii Auto GP World Series oraz w zespole Venezuela GP Lazarus w serii GP2. W serii GP2 nie zdołał zdobyć punktów (33. miejsce), a w Auto GP z dorobkiem 34 punktów uplasował się na 12 pozycji.

## Wyniki

### GP2
| Legenda oznaczeń w tabelach wyników Wyświetl szablon na nowej stronie | Legenda oznaczeń w tabelach wyników Wyświetl szablon na nowej stronie                                                                     |
| Oznaczenie                                                            | Wyjaśnienie |
| --------------------------------------------------------------------- | --- |
| Złoty                                                                 | Zwycięzca lub mistrzostwo |
| Srebrny                                                               | 2. miejsce lub wicemistrzostwo |
| Brązowy                                                               | 3. miejsce lub II wicemistrzostwo |
| Zielony                                                               | Ukończył, punktował (w klasyfikacji generalnej, gdy zdobył co najmniej jeden punkt na przestrzeni sezonu, poza trzema powyższymi opcjami) |
| Niebieski                                                             | Ukończył, nie punktował (w klasyfikacji generalnej, gdy nie zdobył co najmniej jednego punktu na przestrzeni sezonu)                      |
| Czerwony                                                              | Nie zakwalifikował się (NZ) |
| Czerwony                                                              | Nie prekwalifikował się (NPK) |
| Różowy                                                                | Nie ukończył (NU) |
| Różowy                                                                | Niesklasyfikowany (NS) (w klasyfikacji generalnej, gdy nie został sklasyfikowany w żadnym wyścigu sezonu)                                 |
| Czarny                                                                | Zdyskwalifikowany (DK) |
| Czarny                                                                | Wykluczony (WYK/EX) |
| Biały                                                                 | Nie wystartował (NW) |
| Biały                                                                 | Kontuzjowany (K/INJ) |
| Biały                                                                 | Wyścig odwołany (OD/C) |
| Bez koloru                                                            | Został wycofany (WYC/WD) |
| Bez koloru                                                            | Nie przybył (NP/DNA) |
| Bez koloru                                                            | Nie brał udziału w treningach (NT/DNP) |
| Bez koloru                                                            | Nie został zgłoszony (–) |
| Pogrubienie                                                           | Start z pole position |
| Kursywa                                                               | Najszybsze okrążenie wyścigu |
| †                                                                     | Nie ukończył, ale jego rezultat został zaliczony ze względu na przejechanie więcej niż 90% dystansu wyścigu.                              |
| *                                                                     | Sezon w trakcie |
| 1/2/3                                                                 | Punktowana pozycja w sprincie kwalifikacyjnym                                                                                             |
| Lista systemów punktacji Formuły 1                                    | |

| Rok  | Zespół               | Wyniki w poszczególnych eliminacjach | Wyniki w poszczególnych eliminacjach | Wyniki w poszczególnych eliminacjach | Wyniki w poszczególnych eliminacjach | Wyniki w poszczególnych eliminacjach | Wyniki w poszczególnych eliminacjach | Wyniki w poszczególnych eliminacjach | Wyniki w poszczególnych eliminacjach | Wyniki w poszczególnych eliminacjach | Wyniki w poszczególnych eliminacjach | Wyniki w poszczególnych eliminacjach | Wyniki w poszczególnych eliminacjach | Wyniki w poszczególnych eliminacjach | Wyniki w poszczególnych eliminacjach | Wyniki w poszczególnych eliminacjach | Wyniki w poszczególnych eliminacjach | Wyniki w poszczególnych eliminacjach | Wyniki w poszczególnych eliminacjach | Wyniki w poszczególnych eliminacjach | Wyniki w poszczególnych eliminacjach | Wyniki w poszczególnych eliminacjach | Wyniki w poszczególnych eliminacjach | Wyniki w poszczególnych eliminacjach | Wyniki w poszczególnych eliminacjach | Punkty | Pozycja |
| ---- | -------------------- | ------------------------------------ | ------------------------------------ | ------------------------------------ | ------------------------------------ | ------------------------------------ | ------------------------------------ | ------------------------------------ | ------------------------------------ | ------------------------------------ | ------------------------------------ | ------------------------------------ | ------------------------------------ | ------------------------------------ | ------------------------------------ | ------------------------------------ | ------------------------------------ | ------------------------------------ | ------------------------------------ | ------------------------------------ | ------------------------------------ | ------------------------------------ | ------------------------------------ | ------------------------------------ | ------------------------------------ | ------ | ------- |
| 2012 | Venezuela GP Lazarus | MAL                                  | MAL                                  | BHR                                  | BHR                                  | BHR                                  | BHR                                  | ESP                                  | ESP                                  | MON                                  | MON                                  | VAL                                  | VAL                                  | GBR                                  | GBR                                  | DEU                                  | DEU                                  | HUN                                  | HUN                                  | BEL                                  | BEL                                  | ITA                                  | ITA                                  | SIN                                  | SIN                                  | 0      | 33      |
| 2012 | Venezuela GP Lazarus | 23                                   | 20                                   | 18                                   | 21                                   | 22                                   | 21                                   | 25                                   | NU                                   | 22                                   | NU                                   | NU                                   | 16                                   | 19                                   | 16                                   | 24                                   | NU                                   | 20                                   | 22                                   | -                                    | -                                    | -                                    | -                                    | -                                    | -                                    | 0      | 33      |

### Podsumowanie
| Sezon | Seria                                 | Zespół               | Wyścigi | Zwycięstwa | pole position | NO | Podium | Punkty | Pozycja |
| ----- | ------------------------------------- | -------------------- | ------- | ---------- | ------------- | -- | ------ | ------ | ------- |
| 1997  | Formula Ford 1600 Venezuela           |                      |         |            |               |    |        |        | 2       |
| 2000  | Formula Ford 2000 Venezuela           |                      |         |            |               |    |        |        | 1       |
| 2001  | Włoska Formula Renault                | Drumel Motorsport    | 8       | 0          | 0             | 0  | 0      | 0      | NS      |
| 2001  | Włoska Formula Renault                | LT Motorsport        | 8       | 0          | 0             | 0  | 0      | 0      | NS      |
| 2002  | Formula Ford 2000 Venezuela           |                      |         |            |               |    |        |        | 1       |
| 2002  | Włoska Formula Renault                | Facondini Racing     | 0       | 0          | 0             | 0  | 0      | 0      | NS      |
| 2005  | Europejski Puchar Formuły Renault 2.0 | Cram Competition     | 4       | 0          | 0             | 0  | 0      | 0      | 45      |
| 2006  | Formula Renault 2000 de America       | R/E Racing           | 3       | 0          | 0             | 0  | 0      | 14     | 19      |
| 2007  | Formula Renault 2000 de America       | R/E Racing           | 9       | 2          | 2             | 1  | 7      | 176    | 2       |
| 2008  | LATAM Challenge Series                | R/E Racing           | 16      | 7          | 3             | 4  | 12     | 362    | 1       |
| 2009  | LATAM Challenge Series                | R/E Racing           | 18      | 4          | 5             | 6  | 10     | 318    | 2       |
| 2010  | LATAM Challenge Series                | R/E Racing           | 18      | 5          | 2             | 6  | 12     | 356    | 1       |
| 2011  | LATAM Challenge Series                | R/E Racing           | 18      | 7          | 0             | 6  | 10     | 268    | 1       |
| 2011  | Super Copa León México                | PDVSA                | 16      | 2          | 1             | 1  | 7      | 1285   | 3       |
| 2012  | Seria GP2                             | Venezuela GP Lazarus | 18      | 0          | 0             | 0  | 0      | 0      | 33      |
| 2012  | Auto GP World Series                  | Ombra Racing         | 14      | 0          | 0             | 0  | 0      | 34     | 12      |